# Atentado en Uagadugú de 2018
Los ataques en Uagadugú ocurrieron el 2 de marzo de 2018, donde al menos ocho militantes fuertemente armados lanzaron un ataque coordinado a varios lugares en todo Uagadugú, la capital de Burkina Faso. Los blancos incluían la embajada francesa y el cuartel general del Estado Mayor de las Fuerzas Armadas de Burkina Faso.

## Hechos Anteriores
Después de la guerra civil libia de 2011, el terrorismo y los ataques de los milicianos han aumentado en la región debido a la gran afluencia de armas y combatientes en la región. La vecina Mali enfrentó un conflicto en Azawad que amenazaba con dividir el país. Burkina Faso ha enfrentado dos ataques importantes en la capital, Uagadugú, en los últimos años: en 2016, los ataques contra un hotel y restaurante causaron la muerte de 30 personas, incluidos extranjeros; y en 2017 ataques similares mataron a 19 personas, incluidos extranjeros. Ambos ataques fueron llevados a cabo por Al-Qaeda en el Magreb.
Burkina Faso también enfrentó un levantamiento en el  2014 que llevó al derrocamiento del presidente Blaise Compaoré en 2014 y un intento de golpe de Estado en Burkina Faso por parte de seguidores de Compaoré en 2015.

## Ataque
El doble atentado fue perpetrado por una docena de personas, de las que al menos nueve han muerto por disparos de las fuerzas de seguridad y dos habrían sido detenidos.
Alrededor de las 10:00, los atacantes comenzaron su asalto al cuartel general militar, detonando un coche bomba en un intento aparente de apuntar a una reunión de altos oficiales. La explosión destruyó una habitación en el edificio. Poco después del asalto al cuartel general del ejército, hombres armados se reunieron en la embajada de Francia, intercambiando disparos con las fuerzas de seguridad locales y los soldados de las fuerzas especiales francesas. El Instituto Francés, una organización cultural ubicada en la ciudad, también fue blanco de acuerdo a una declaración de la embajada. La policía local cree que los "extremistas islámicos" estuvieron detrás del ataque, lo que implicó el uso de disparos y al menos un coche bomba. Cinco de los militantes fueron asesinados en la embajada y al menos otros tres fueron asesinados cerca del cuartel general del ejército, según el ministro de Comunicaciones, Remy Danjuinou. 30 personas murieron y otras 85 resultaron heridas.
Al oeste de la capital, un gran humo surgió de la oficina del jefe del estado mayor del ejército, donde testigos anónimos informaron de fuertes explosiones. Las ventanas se rompieron en el lugar y en los edificios alrededor.

## Resultado
Los ataques terroristas en Uagadugú que se llevaron a cabo el 2 de marzo de 2018 provocaron la muerte de al menos ocho soldados y dejó más de 80 heridos, la mayoría miembros de las fuerzas de seguridad del país africano.

## Reacciones

### Países
- Panamá: En un comunicado oficial, el Gobierno de la República de Panamá condena los actos terroristas y expresa su "solidaridad y condolencias" al pueblo y gobierno voltense y los familiares de las víctimas. "Reiteramos nuestro profundo rechazo a estos actos de violencia, así como el llamado a respetar las normas de Derecho Internacional, en pro de la paz y seguridad".[15]

- Estados Unidos: El embajador estadounidense en Burkina Faso, Andrew Young, escribió en su cuenta de Twitter: "Condenamos firmemente los ataques sucedidos hoy en Uagadugú. Los Estados Unidos apoyan al pueblo burkinés en su lucha contra el terrorismo y el extremismo. Continuaremos apoyando a este país socio para poner fin a esta mortal amenaza común".[16]

- España: El Gobierno de España ha condenado "con la más absoluta firmeza" el ataque terrorista que tuvo lugar en la capital de Burkina Faso.[17]

- Argentina: El Gobierno argentino condenó de manera enérgica los atentados terroristas perpetrados en la sede de la embajada francesa y en el cuartel general de las fuerzas armadas en Uagadugú, Burkina Faso.[18][19]

- Egipto: El Ministerio de Asuntos Exteriores de Egipto denunció los ataques en los "términos más enérgicos". El Ministerio emitió un comunicado expresando su apoyo a "los esfuerzos de los estados de Francia y Sahel para enfrentar este fenómeno que ataca la seguridad y la estabilidad en todo el mundo".[20]

### Reacción interna
- Burkina Faso: El presidente del Gobierno, Roch Marc Christian Kaboré, condenó el ataque, calificándolo de "actos cobardes y bárbaros", al igual que el principal partido opositor, que llamó a los ciudadanos a "la unión sagrada y a una solidaridad activa con los heridos y las familias de los desaparecidos" ante este "ataque innoble".[16]

### Organizaciones internacionales
- Unión Africana:  El presidente de la Comisión de la Unión Africana (UA), el chadiano Moussa Faki Mahamat, se unió a la condena y tuiteó: "Estos ataques son una nueva ilustración de la prevalencia del flagelo del terrorismo en el Sahel y de la urgencia de una acción internacional más sostenida en apoyo de los esfuerzos de los países de la región".[16]

- Naciones Unidas: El Secretario General de las Naciones Unidas, António Guterres, emitió una declaración en la que condena el ataque e hizo hincapié en el apoyo de la comunidad internacional a Burkina Faso. El presidente francés, Emmanuel Macron, habló por teléfono con su homólogo Christian Kaboré para emitir condolencias y prometer su continuo apoyo al país.[21]

- Unión Europea: La Unión Europea condena los hechos ocurridos en Burkina Faso.[16]

## Autoría
El grupo Jama'at Nasr al-Islam wal Muslimin, sucursal de Al Qaeda, reivindicó la autoría del atentado que dejó el 2 de marzo ocho muertos en la capital de Burkina Faso, informó la agencia Al Akhbar. Según el comunicado del grupo, el ataque se perpetró en respuesta a un asesinato de uno de sus líderes durante una operación antiterrorista que lanzaron los militares franceses.
El día 5 de marzo de 2018, el grupo publicó una fotografía del terrorista suicida que detonó los explosivos en la sede del ejército, identificándolo como Yunus al-Fulani.